# Jalapeño

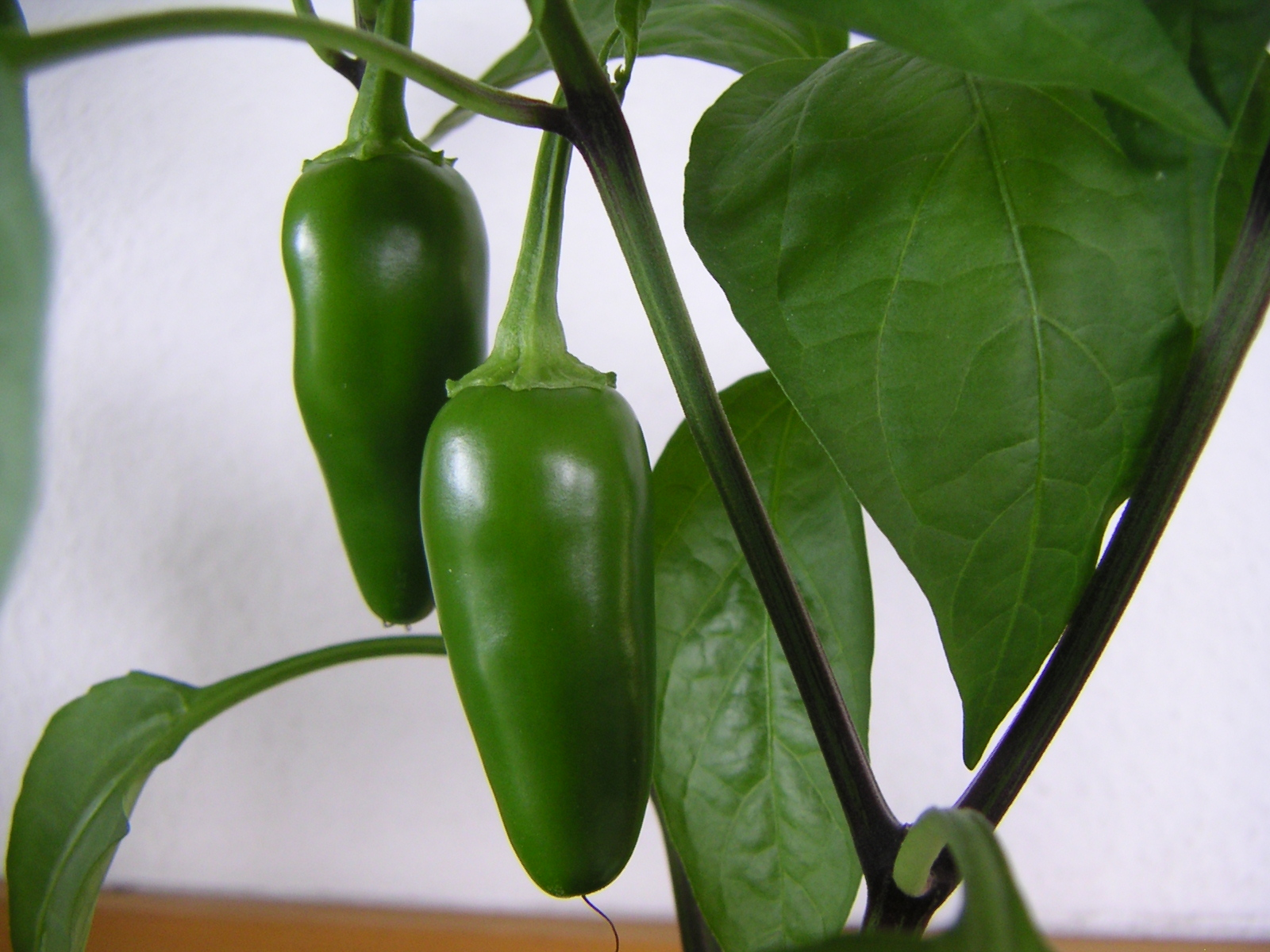
Onrijpe jalapeño

De jalapeño is een middelgrote chilipeper die tot de soort Capsicum annuum behoort. De plant wordt ongeveer anderhalve meter hoog; de vruchten zijn een kleine 10 centimeter lang.
De jalapeño is vernoemd naar de Mexicaanse stad Xalapa. Op de Scovilleschaal scoort hij tussen de 1000 en de 50.000 wat betreft scherpte.
Er bestaan ongeveer 180 verschillende rassen, waarvan er zo'n 120 actief gekweekt worden, vooral in Mexico en de Verenigde Staten. Meestal betreft het hybrides ofwel kruisingen tussen een bepaalde jalapeño met een andere (jalapeño)peper. De verschillen tussen deze rassen zijn onder andere in scherpte, in grootte van de vruchten, de opbrengst per plant, de kleur van de vruchten, de resistentie tegen ziektes. De grootste jalapeño's worden 12-15 cm lang en zo'n 5 cm breed, onder meer de rassen Chilipeño en Gigante, terwijl Suchito Solerito pepertjes van slechts 2 cm oplevert.
De meeste jalapeño's hebben in onrijpe toestand een groene kleur en worden rood als ze rijpen. Er bestaan ook gele, oranje, paarse en zwarte jalapeñohybrides. De scherpte van de pepers neemt toe naarmate de peper verder rijpt. Ze worden dan doorgaans zoeter. Als men geen prijs stelt op de hete smaak moet men de zaden en de zaadlijsten verwijderen voordat de jalapeño's gegeten worden. Er bestaat een aantal rassen die zelfs geen spoor van enige hitte bevatten, onder andere Dulce, Felicity en Fooled You. De heetste jalapeño is Numex Pinata die een hitte op de scovilleschaal van 50.000 kan bereiken. Dat is tien keer zo heet als een gemiddelde jalapeño.
Ingemaakte jalapeñopepers zijn in landen als Nederland goed verkrijgbaar.

## Gerechten
- Chipotle, gerookte jalapeño.
- Jalapeño-poppers, met kaas gevulde, in deeg gerolde en vervolgens gefrituurde jalapeño's